# Autoaprenentatge
L'autoaprenentatge és un procés d'aprenentatge individual durant el qual s'assoleixen uns coneixements per mitjà d'un mateix, sense l'ajuda d'un professor. És per això que també es coneix l'autoaprenentatge com a aprenentatge autònom. L'autoaprenentatge ve motivat per les mateixes inquietuds o interessos de l'individu. En l'autoaprenentatge cada persona desenvolupa la seva investigació de forma autònoma i, per això, també es considera una habilitat, ja que la persona dirigeix amb les seves pròpies pautes els procés que li permetrà assolir els coneixements desitjats. L'inici d'aquest procés requereix la recerca d'informació individual, valorant la informació vàlida i descartant la que no ho és, així com l'elaboració d'una estratègia d'aprenentatge per tal d'arribar als objectius marcats. L'assoliment dels coneixements significarà l'èxit del procés de l'autoaprenentatge.
L'entorn digital permet disposar d'informació de forma immediata. Les xarxes socials han permès construir xarxes i comunitats virtuals agrupades per interessos comuns. A través d'elles es pot compartir informació, debatre els temes d'interès i relacionar-se amb vertaders experts dins de l'àmbit que s'investiga. Dins de l'abundància informativa, cal tenir la mateixa capacitat tant per aprendre allò que és interessant, com per oblidar el que no ho és.

## Prestacions
- S'adapta a les necessitats d'aprenentatge de cada persona, ja que les pautes són marcades per un mateix.
- Potencia el capital personal: la imaginació, la creativitat, la passió, la innovació, etc.
- Crea una actitud pro activa en la que mai no es deixa d'aprendre.
- No disposar d'un aval que demostri els coneixements assolits, a diferència d'un alumne que hagi realitzat estudis en un centre educatiu.
- Contrastar informació: saber escollir entre les fonts d'informació fiables i les que no ho són no és una tasca senzilla, i menys en un procés individual.